# CT-32
La autovía  CT-32  comunica la  A-30 , a su entrada en Cartagena con la  AP-7  , a la altura de Los Beatos.

## Nomenclatura
El nombre de CT-32 significa: CT es el código que recibe al ser una autovía urbana de la ciudad de Cartagena, y el 32, que significa que es un acceso a la ciudad.

## Historia
Esta autovía urbana surgió con la nueva denominación de la antigua A-37 , que unía Cartagena con Alicante, como Autopista del Mediterráneo, cuyo último tramo pasó a ser un acceso a la ciudad cartagenera.

## Recorrido
La  CT-32  comienza su recorrido en el polígono industrial de Cabezo Beaza en su salida hacia la  A-30 . Su término se sitúa cerca de Los Beatos, en el enlace de la  AP-7  con la  RM-12 .

## Tramos
| Denominación | Tramo                               | km | Año servicio |
| ------------ | ----------------------------------- | -- | ------------ |
| CT-32        | Enlace A-30 - Los Beatos AP-7 RM-19 | 5  | 1993         |

## Salidas
| Velocidad | Esquema | Salida | Sentido Los Beatos                                       | Sentido Pol. Ind. Cabezo Beaza                                       | Carretera         |
| --------- | ------- | ------ | -------------------------------------------------------- | -------------------------------------------------------------------- | ----------------- |
|           |         |        | A-30 Salida de la Autovía de Murcia                      | A-30 Incorporación a la Autovía de Murcia                            |                   |
|           |         | 1A 1B  | Alumbres - Escombreras Murcia                            | Alumbres - Escombreras                                               | CT-34 A-30        |
|           |         | 4      |                                                          | Roche                                                                | RM-F41            |
|           |         | 6      |                                                          | La Unión - Los Camachos - Los Beatos - Polígono industrial           | RM-F40            |
|           |         | 7A 7B  | Los Camachos - La Unión Los Beatos - Polígono industrial |                                                                      | RM-F40            |
|           |         | 8A 8B  |                                                          | El Algar - Cabo de Palos - La Manga Los Beatos - Polígono industrial | RM-12 AP-7 RM-311 |
|           |         |        | AP-7 Incorporación a la Autopista del Mediterráneo       | AP-7 Salida de la Autopista del Mediterráneo                         |                   |